# Una sera
Una sera è un singolo del cantante italiano Fulminacci, pubblicato il 1º aprile 2019 come terzo estratto dal primo album in studio La vita veramente, per l'etichetta Maciste Dischi.

## Tracce
1. Una sera – 2:55